# Jones megye (Georgia)
Jones megye az Amerikai Egyesült Államokban, azon belül Georgia államban található. Megyeszékhelye és legnagyobb városa Gray. Lakosainak száma 28 347 fő (2020. április 1.). Jones megye Jasper, Bibb, Monroe, Putnam, Baldwin, Wilkinson és Twiggs megyékkel határos.

## Népesség
A megye népességének változása:
| Lakosok száma | 28 656 | 28 702 | 28 615 | 28 569 | 28 494 | 28 347 |
|               | 2010   | 2011   | 2012   | 2013   | 2015   | 2020   |